# The Malta Independent
The Malta Independent är en maltesisk, engelskspråkig dagstidning som grundades 1992. Tidningen är gratis och har publicerat nyheter även på nätet sedan 2014. The Malta Independent är politiskt obunden, och dess upplaga täcker hela öriket.